# Ptilosphen comis
Ptilosphen comis är en tvåvingeart som beskrevs av Cresson 1930. Ptilosphen comis ingår i släktet Ptilosphen och familjen skridflugor. Inga underarter finns listade i Catalogue of Life.